# 莫列多
莫列多，是西班牙坎塔布里亚的一个市镇。总面积71平方公里，总人口1848人（2001年），人口密度26人/平方公里。